# Jesús Fleta Zaragozano
Jesús Fleta Zaragozano (Azuara, Zaragoza, 1948) es un médico y catedrático de universidad español.

## Biografía
Jesús Fleta Zaragozano nació en Azuara (Zaragoza) en 1948. Es el primer hijo de una fratria de cuatro. Médico pediatra. En la actualidad es catedrático de Universidad e imparte docencia en las Facultades de Ciencias de la Salud y en la Facultad de Medicina de la Universidad de Zaragoza.

## Formación
Está en posesión de los siguientes títulos: Diplomado en ATS, Universidad de Zaragoza, 1969; Licenciado en Medicina y Cirugía, Universidad de Zaragoza, 1972; Especialista en Pediatría y Puericultura, Universidad de Zaragoza, 1976; Especialista en Medicina del Trabajo, Ministerio de la Gobernación, 1977; Licenciado en Veterinaria, Universidad de Zaragoza, 1980; Licenciado en Filosofía y Letras (Geografía e Historia), Universidad de Zaragoza, 1996.
Está en posesión de los siguientes doctorados por la Universidad de Zaragoza: en Medicina y Cirugía, 1983; en Veterinaria, 1990; en Geografía e Historia, 2014.

## Actividad docente
Ha sido profesor ayudante, encargado de curso, profesor de la UNED, de cursos de Doctorado, de Estudios Propios y de Máster. Así mismo ha sido Tutor de médicos residentes de Pediatría en el Hospital Clínico Universitario de Zaragoza. Desde 2011 es catedrático de Universidad. Ha sido el primer catedrático de Universidad de Enfermería Materno-Infantil de España y el segundo en el Área de Enfermería; el primer catedrático de Universidad de la Facultad de Ciencias de la Salud de nuestra Universidad y el primer pediatra de nuestro país catedrático de Universidad en el Área de Enfermería.

## Actividad asistencial
-Médico de guardia de la Clínica Quirón, Zaragoza, 1973.
-Médico titular de Loscos (Teruel), 1974-1975.
-Médico de guardia-urgencias en la Mutua de Accidentes, Zaragoza, 1976.
-Médico adjunto de pediatría en el Hospital Clínico Universitario, Zaragoza, 1976-2013.
-Médico de Empresa en Cáncer y Cebrián, Zaragoza, 1980-1987.
-Clasificado en Tercer Nivel (Grado Excelente en Competencias) de la carrera profesional. Gobierno de Aragón, 2009.

## Investigación

### Líneas más importantes
-Crecimiento y desarrollo 
	-Alimentación y nutrición en la infancia
	-Enfermedades parasitaria y zoonosis

### Grupos y actividades
-Miembro del Grupo GENUD (Growth, Exercise, NUtrition and Development). Research Group. Universidad de Zaragoza.
	-Miembro de la Red de Salud Materno Infantil y Desarrollo (SAMID, Instituto de Salud Carlos III).
	-Miembro del Instituto Agroalimentario de Aragón (IA2).
	-Proyectos de Investigación subvencionados: 20.
	-Proyectos de Investigación no subvencionados: 5.
	-Autor de 635 trabajos científicos (se incluyen 160 capítulos de libro).
	-Autor de 235 comunicaciones a Congresos: la mayoría publicadas.
	-Autor de 50 libros y monografías: entre libros completos y capítulos.

### Algunas aportaciones científicas
Sus principales aportaciones se inician con las de su primera tesis doctoral, de medicina, titulada Estudios antropométricos en relación con la obesidad en población infantil de Zaragoza. Leída en 1983, estableció por primera vez el valor de los parámetros antropométricos de niños y adolescentes de Aragón. Se estudiaron 3.082 niños normales de ambos sexos lo que permitió establecer los patrones físicos normales del desarrollo corporal para cada edad. El Gobierno de Aragón incluyó las gráficas estándar elaboradas en la Cartilla de Salud Infantil, distribuida a todos los recién nacidos en nuestra Comunidad. Los datos obtenidos en este estudio han servido de referencia para múltiples trabajos posteriores. 
Quince años más tarde tuvo la ocasión de estudiar una población de similares características y compararla con la de 1983; con ello demostró la existencia de una aceleración secular en los niños y adolescentes zaragozanos. Este estudio mostró por primera vez en nuestro país la existencia de este fenómeno y confirmó, fundamentalmente, el incremento de peso, talla, grasa corporal y tejido magro corporal para cada edad, tanto en niños como en niñas, durante este periodo de tiempo. 
Su línea principal de investigación ha sido el crecimiento, desarrollo, alimentación y nutrición en la infancia y adolescencia. Durante este tiempo ha publicado más de 250 artículos que hacen referencia a estos temas; más del 10% de los mismos han sido publicados en revistas de reconocido prestigio, con índice de impacto y primeros cuartiles. Demostró la fiabilidad de la circunferencia de la cintura para valorar la obesidad y los factores de riesgo en la infancia, la validez de sus propias fórmulas para cuantificar los compartimentos corporales y la definición de los distintos fenotipos de niños y niñas desde la etapa prepuberal. 

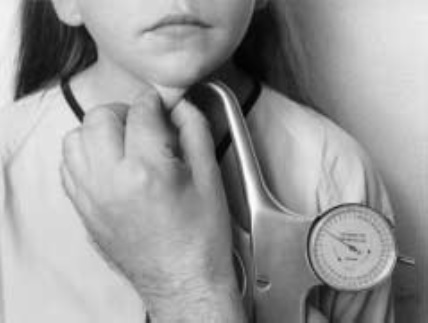
Figura 1. Método de determinación del espesor del pliegue adiposo submandifular. Fuente [https://www.aeped.es/sites/default/files/anales/47-3-6.pdf J. Fleta et al. An Esp Pediatr, 1997.

Dentro de la antropometría hay que destacar una aportación original: la descripción, por primera vez, del pliegue submandibular, como parámetro válido para medir el compartimento graso corporal. Demostró la fiabilidad y las ventajas de este pliegue, sus correlaciones con otras medidas corporales y estableció los valores normales para niños y adolescentes de ambos sexos. Enunció que la Grasa corporal es igual a 8,45+0,68 por el pliegue submandibular, en adultos; esta medida se ha incluido en protocolos de múltiples estudios, tanto nacionales como extranjeros (ver Figura 1).

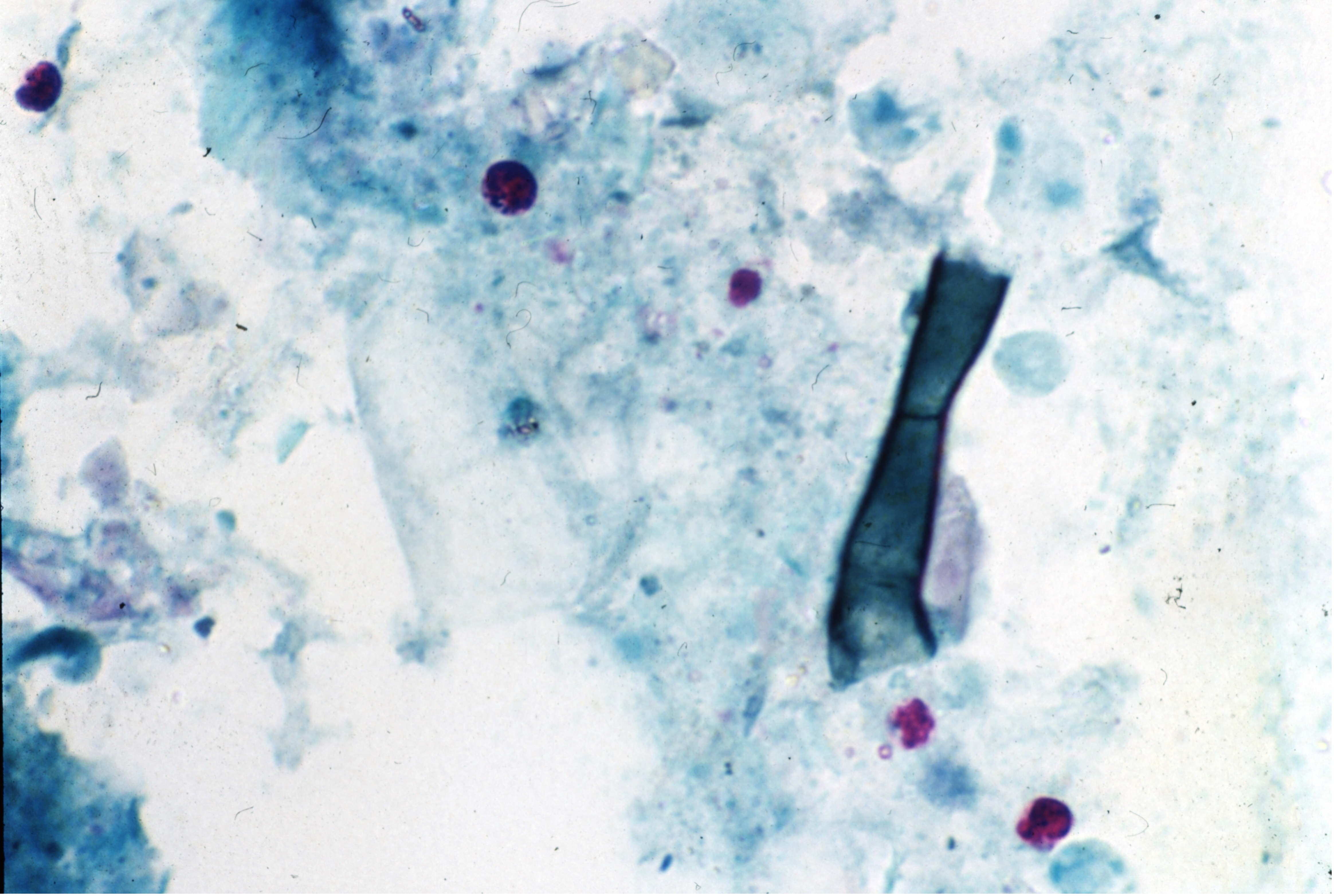
Figura 2. Ooquistes de Cryptosporidium (en color rojo), procedentes de heces de ganado ovino. Fuente: J. Fleta. Tesis doctoral de Veterinaria. Universidad de Zaragoza, 1990.

En 1990 lee la segunda tesis doctoral, en veterinaria, tras realizar esta licenciatura. El título de la misma fue Contribución al estudio epizootiológico de la criptosporidiosis en diversas especies animales. En este trabajo se identifica por primera vez un protozoo (Criptosporidium sp.) en varias especies animales, cerdos, conejos y ovejas, de las tres provincias aragonesas. El hallazgo permite establecer métodos de identificación en estos animales de abasto. Posteriormente, se demuestra, por primera vez, la transmisión de este parásito desde un animal de compañía a un niño, lo que motiva su divulgación internacional (ver Figura 2).
Paralelamente trabaja en algunos Proyectos de Investigación, como investigador principal o como colaborador, la mayor parte sobre temas relacionados con la nutrición y el crecimiento. La mayoría de ellos han sido subvencionados por organismos nacionales e internacionales, como son el I+D+I, el FIS, el Gobierno de Aragón, la Universidad de Zaragoza, la Unión Europea, el INIA, etc.), lo que ha permitido desarrollar trabajos multicéntricos y en colaboración con varios países europeos. Algunos trabajos derivados de estos estudios han sido premiados por diversos organismos.
Ha contribuido con varios capítulos y en varias ediciones en el libro Tratado de Pediatría, considerado como el mejor libro de texto de esta especialidad en habla hispana. Sus libros más divulgados son Oligoelementos y vitaminas en alimentación infantil (1997), Enfermedades importadas en Pediatría (2001) y Patología del paciente inmigrante en España (2004), este último escrito en colaboración con su hija Beatriz, especialista en Dermatología y Medicina Interna.

### Algunas aportaciones humanísticas
Paralelamente a los trabajos científicos ha desarrollado actividades en varios campos de tipo humanístico, especialmente tras acabar los estudios de Filosofía y Letras. En el área relacionada con la literatura ha publicado 9 trabajos en las revistas Enfermería de la Infancia y Humanidades y en Aragón Médico, entre otras. 

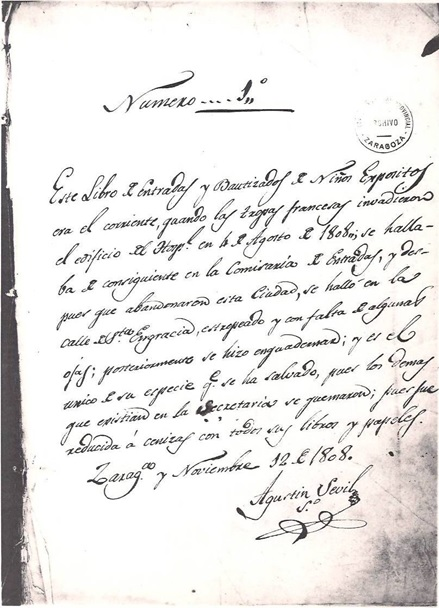
Figura 3. Primera página del libro Entradas y Bautizados de Niños Expósitos. Inclusa de Zaragoza, 1808. Fuente: J. Fleta. Tesis doctoral de Geografía e Historia. Universidad de Zaragoza, 2014.

En el campo de la historia ha publicado 40 trabajos, relacionados con personajes históricos, historia de la medicina, la infancia en épocas pasadas y relativas a su pueblo natal, Azuara y a Almuniente, entre otras. Algunos de estos trabajos los ha realizado en colaboración con su esposa María Asunción Asín. En este campo publica anualmente desde 2007, una serie de trabajos titulados Hace cien años, sobre los avances científicos y médicos que se han producido cada año desde esa fecha. Estas publicaciones formaron el corpus inicial de lo que fue su tercera tesis doctoral, titulada La enfermedad y la muerte en el niño en el siglo XIX y principios del XX, con especial referencia a Aragón (ver Figura 3).
Los trabajos relacionados con la historia del arte, un total de 42, se han publicado en varias revistas, entre las cuales hay que destacar Pediatría Integral, una revista científica que apuesta por la enseñanza integral de la pediatría en nuestro país. Esta revista mantiene un apartado dedicado a las humanidades y en él, en un espacio titulado genéricamente La representación del niño en la pintura española, ha publicado trabajos desde el año 2000 esporádicamente, y en cada número de la revista, desde el año 2015. Uno de los últimos se titula Alberto Duce: dibujante y maestro de la figura femenina, publicado en el número 4 (junio) de 2017.
Estos trabajos consisten en la descripción breve de la biografía y de las obras más representativas de los pintores más importantes de nuestro país y que han pintado a niños. Entre ellos destacan Velázquez, Murillo, Goya, etc. entre los muchos que pintaron a la infancia y que van desde el gótico hasta el realismo actual. Fleta no se limita a describir las características de los cuadros sino que aporta visiones inéditas de las figuras infantiles, como las proporciones corporales, el significado de determinadas anomalías físicas, la identificación de algunas enfermedades, o la valoración psicológica que el artista ha querido imprimir en cada imagen representada. Actualmente está preparando una serie sobre la vida y la obra de pintores figurativos aragoneses que han pintado a niños y adolescentes, con el fin de conformar una monografía para divulgar en el ámbito de su Comunidad.

### Sociedades científicas a las que pertenece
-Miembro de la Sociedad de Pediatría de Aragón, La Rioja y Soria. 1976
	-Miembro de la Asociación Española de Pediatría (AEP). 1976
	-Miembro de la Sección de Inmunología y Alergia de la AEP. 1983
	-Miembro de la Asociación Española de Hidatidología. 1984
	-Miembro de la Asociación Internacional de Hidatidología. 1984
	-Socio Fundador de la Academia de Ciencias Médicas de Aragón. 1988
	-Miembro de la Sección de Adolescencia de la AEP. 1989
	-Miembro de la Sociedad Española de Historia de la Medicina. 1989
	-Miembro de la Unión Internacional de Higiene y Medicina Escolar y Universitaria. 1990
	-Socio Fundador de la Sociedad Internacional de Zoonosis. 1990
	-Miembro de la Asociación Española de Enfermería de la Infancia. 1994
	-Miembro de la Red Española de Investigación en Enfermería. 1995
	-Miembro de la Academia de Ciencias de Nueva York. 1995
	-Miembro Fundador de la Sociedad Española de Investigación en Nutrición y Alimentación en Pediatría (SEINAP). 1999
	-Académico Correspondiente, por méritos científicos, de la Real Academia de Medicina de Zaragoza. 1999.
	-Miembro de la Academia Española de Nutrición. 2016.

### Otros méritos científicos y profesionales
-En posesión de 16 premios científicos y de humanidades de ámbito universitario, local y nacional.
	-Asistente a 50 Congresos Nacionales e Internacionales.
	-Miembro de múltiples tribunales de Tesis Doctorales de la Universidad de Zaragoza.
	-Miembro de varias Comisiones de Acceso para Profesor Titular y catedrático de Universidad.
	-Vocal y Secretario de Comités Ejecutivos y Científicos de varios Congresos de la especialidad.
	-Revisor de trabajos científicos enviados para publicar en Anales Españoles de Pediatría.
	-Autor de varias recensiones de libros para Anales Españoles de Pediatría.
	-Miembro de la Sociedad Española de Médicos Escritores. Desde 1982.
	-Secretario de la revista Bol Pediatr Arag Rioj Sor. Desde 1991 a 1998.
	-Miembro del Ateneo de Zaragoza. Desde 1983.
	-Secretario General de la Sociedad de Pediatría de Aragón, La Rioja y Soria. Desde 1996 a 2000.
	-Colegiado Honorífico. Consejo General de Colegios Oficiales de Médicos de España. 2013.
	-Nombrado Socio de Honor de la Asociación Española de Pediatría. 2024.